# Witowice (Sainte-Croix)
Pour les articles homonymes, voir Witowice.
Witowice est une localité polonaise de la gmina de Bogoria, située dans le powiat de Staszów en voïvodie de Sainte-Croix.